# Coşkun Kenar
Coşkun Kenar (* 1980 als Coşkun Erdogandan in Basel, alias Tuff Kid) ist ein Schweizer Choreograf, Tänzer und Performer türkischer Abstammung. In den 1990er-Jahren etablierte er sich als einer der weltweit besten und einflussreichsten B-Boys. Er gilt als Erfinder zahlreicher Breaking-Moves, die seitdem zum Standard in Breaking gehören. Kenar ist vierfacher Schweizermeister und wurde 2000 zum «Best Single B-Boy» gekürt.

## Leben
Die Eltern von Coşkun Kenar kamen 1968 von Yığılca in der Provinz Düzce in die Schweiz. Kenar wuchs in Basel auf und beschäftigte sich von Klein auf mit Fragen von Identität und Zugehörigkeit. In der HipHop-Kultur, besonders im Breaken, fand er eine Möglichkeit, sich mit diesen Fragen künstlerisch auszudrücken. Seinen ersten Breaking-Wettbewerb gewann er mit seiner damaligen Tanzformation Basel City Attack im Alter von 14 Jahren bei den Swiss Championships in der Roten Fabrik in Zürich. Um sich voll und ganz dem Tanzen zu widmen, brach er im Alter von 16 Jahren die Schule ab. In den folgenden Jahren bereiste er 40 verschiedene Länder, wo er zahlreiche Titel gewann.
Aus dem kompetitiven Breaking hat sich Coşkun Kenar inzwischen zurückgezogen, tanzt aber weiterhin und sitzt bei internationalen Breaking-Anlässen in der Jury. Im Mai 2018 gründete er die Non-Profit-Organisation «the movement», in der Kinder, Jugendliche und Erwachsene durch künstlerische Praktiken, vornehmlich im Hip-Hop, gefördert werden sollen. Um sich künstlerisch neu zu orientieren, nimmt Kenar seit 2021 an der Hochschule der Künste in Bern am Masterprogramm «Expanded Theater» teil.